# Xestolabus
Genre
Xestolabus est un genre d'insectes coléoptères de la famille des Attelabidae. 
Dans certaines classifications, c'est un sous-genre du genre Omolabus. Son nom complet est alors Omolabus (Xestolabus), il constitue un des 19 sous-genres de Omolabus selon Legalov 2004 et 2007.

## Liste d'espèces
- Xestolabus angustifrons
- Xestolabus anthracinus
- Xestolabus biplagiatus
- Xestolabus brevicollis
- Xestolabus brunnescens
- Xestolabus brunneus
- Xestolabus cearensis
- Xestolabus centomyrciae
- Xestolabus chalceus
- Xestolabus clinolaboides
- Xestolabus conicollis
- Xestolabus constrictipennis (Chittenden, 1926)
- Xestolabus corvinus
- Xestolabus fulvitarsis
- Xestolabus heterocerus
- Xestolabus jatahyensis
- Xestolabus laesicollis
- Xestolabus lepidus
- Xestolabus longiclava
- Xestolabus melanopygus
- Xestolabus mutabilis
- Xestolabus nitidus
- Xestolabus piceovirens
- Xestolabus rubellus
- Xestolabus schirmi
- Xestolabus sedatus
- Xestolabus tabaci
- Xestolabus tabascoensis
- Xestolabus troglodytes
- Xestolabus venezolensis
- Xestolabus violaceus